# Kelters

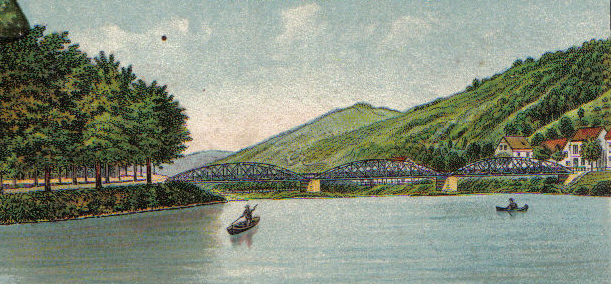
Die Brücke nach Kelters verbindet die südlich und nördlich der Sieg gelegenen Gemeindehälften. Links der damalige Hindenburgpark.
Der Ort um 1900

Kelters ist ein ehemaliger Ortsteil von Eitorf auf der Scheel Sick der Sieg, an den heute nur noch eine Straßenbezeichnung erinnert. Ursprung des Ortsteils war das schon 1452 erwähnte Keltershuys(-haus). Hier wurde der bis 1811 auf dem Keltersberg angebaute Wein gekeltert. Östlich schließt sich inzwischen Probach an, westlich Hombach.

## Einwohner
1925 waren in Kelters 68 Haushalte verzeichnet, darunter die Gastwirte Josef Güldenring und Conrad Knüttgen sowie der Müller Emil Kaiser, der vielleicht auch in der Mühle seines Vaters in Schmelze beschäftigt war.